# Zoological Journal of the Linnean Society
Il Zoological Journal of the Linnean Society è una rivista scientifica mensile sottoposta a revisione paritaria. Essa si occupa di zoologia ed è pubblicata dalla Oxford University Press per conto della Linnean Society of London. 
Il caporedattore è Maarten Christenhusz (Linnean Society).
È stata fondata nel 1856 col nome di Journal of the Proceedings of the Linnean Society of London. Zoology e, nel 1866, ribattezzata Journal of the Linnean Society of London, Zoology. Ha assunto il titolo attuale nel 1969.

## Indicizzazione
Gli abstract e gli articoli sono indicizzati dai seguenti database bibliografici:
- Aquatic Sciences & Fisheries Abstracts;
- Biological Abstracts[1];
- BIOSIS Previews[2];
- CAB Abstracts[3];
- EBSCO databases;
- Current Contents/Agriculture, Biology & Environmental Sciences[2];
- GeoRef;
- Global Health;
- InfoTrac;
- ProQuest;
- Science Citation Index[2];
- Scopus[4];
- VINITI Database RAS;
- The Zoological Record[2].